# Egina
La isla de Egina  (en griego antiguo: Αἴγινα, Aígina; en griego moderno: Αίγινα, Éyina) es una de las islas de Grecia situada en medio del golfo Sarónico, entre las islas de Salamina al norte, Angistri al oeste y Poros al sur; se halla a una decena de kilómetros de la costa noreste de la península de Methano, en el Peloponeso, y al sudoeste del Pireo, puerto del cual dista unos 20 km.
El gentilicio de los habitantes de esta isla es egineta. La isla es célebre por su templo de Afaya, uno de los tres templos del triángulo sagrado formado por el Partenón, el Templo de Poseidón del cabo de Sunión, y el templo de Afaya. Fue durante mucho tiempo una gran rival de Atenas, tanto en la Antigüedad como al principio del siglo XIX. Egina fue una de las primeras ciudades marítimas y comerciantes de la Grecia Antigua: tuvo la primera marina de Grecia y fue la primera ciudad en acuñar moneda. Fue la primera capital (1828-1829) de Grecia que luchaba por su independencia y el joven Estado griego hizo acuñar allí sus primeras monedas. La isla es también la principal productora de pistachos de Grecia, y la mayor exportadora mundial.
Según la tradición se considera que su nombre deriva de la ninfa Egina, madre de Éaco, quien nació en la isla y fue su rey.

## Geografía

### Geografía física
De alrededor de 90 km², la isla está situada a una veintena de km al sudoeste de Atenas.
De una circunferencia de aproximadamente 40 km, tiene la forma de un triángulo, con la punta hacia el sur. Estrabón estimó el perímetro de Egina en 180 estadios, unos 33 km. Añade el geógrafo que a una distancia de unos 100 estadios, Ática, Megáride y la parte del Peloponeso que llega hasta Epidauro formaban un círculo alrededor de ella.
Su mayor longitud del noreste (cabo Tourla) al sureste (cabo Perdika) es de 18,5 km. La isla se divide en tres regiones: un macizo montañoso de marga calcárea del Terciario al norte; una llanura costera aluvial al oeste (el único lugar fértil de la isla); el resto de la isla es de traquita volcánica. Las pumitas fueron una vez una de las principales exportaciones de la isla. Metana, una península del Peloponeso muy próxima, es un volcán que estaba aún en actividad en la época de Antígono II Gonatas.
La forma de Egina es triangular, con 13 km de largo de noroeste a sureste, y 10 km de ancho, teniendo un área total de 106 km². La población, en 2001, era de 11.630 habitantes.
Dos terceras partes de la isla son consecuencia de la actividad de un volcán extinguido. La parte occidental está formada por llanuras pedregosas pero fértiles, que están bien cultivadas y producen abundantes cosechas de grano, además de algodón, vides, almendras e higos, siendo sin embargo el pistacho el producto más característico de la isla. El resto de su superficie es accidentada y montañosa. El extremo sur se eleva formando el cónico monte Oros (534 m), y la cadena panhelénica se estrecha hacia el norte con angostos valles fértiles a cada lado. Por la ausencia de pantanos el clima es el más benigno de Grecia. La isla forma parte de la prefectura del Ática. La industria de la pesca de esponjas tiene una considerable importancia..
La principal ciudad de la isla es Egina, situada en el extremo noroccidental, residencia estival de muchos comerciantes atenienses. Ioannis Kapodistrias (1776-1831), el primer jefe de Estado de la nueva Grecia, hizo erigir un gran edificio destinado a cuartel militar, que fue utilizado más adelante como museo, biblioteca y escuela. El museo fue la primera institución de esta clase de toda Grecia, pero la colección que albergaba fue trasladada a Atenas en el 1834. En la plaza mayor Kapodistrias tiene una estatua conmemorativa.

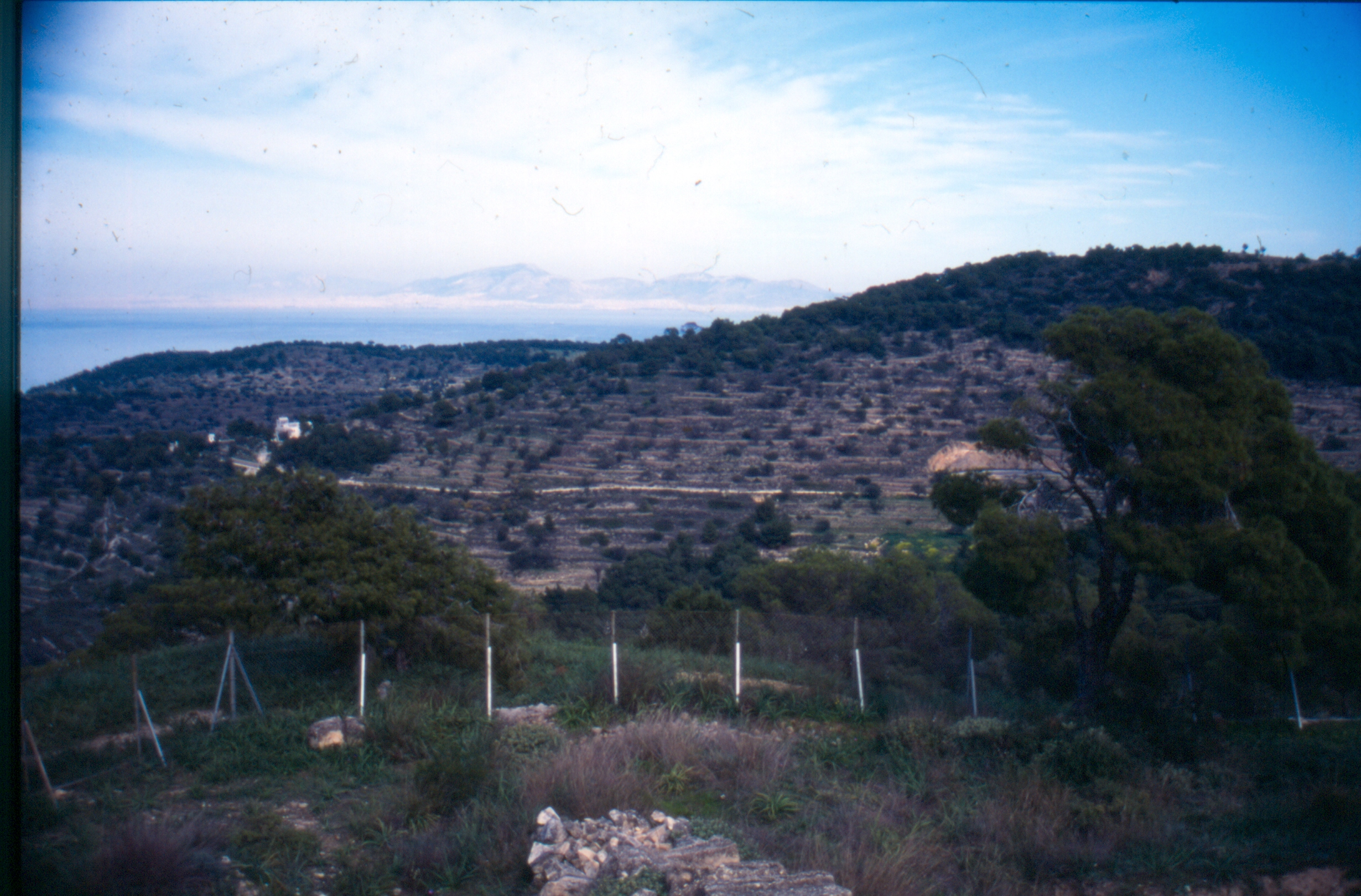
La vegetación de Egina.

La cima más alta de Egina, de forma cónica, el monte Oros o Profitis Ilias (antiguamente monte Panhelenio), culmina a 531 m.
Excepto el puerto de Egina al oeste y la pequeña bahía de Agia Marina, la isla es casi totalmente acantilada, formada por acantilados que no proporcionan un fondeadero en condiciones.
Su vegetación es típica de la garriga mediterránea (césped seco con plantas espinosas en cojines), llamada griego phrygana . Los antiguos pinares casi han desaparecido para ser sustituidos por encinas verdes, por olivos salvajes y por cipreses.
El clima de Egina es mediterráneo: suave en invierno y caliente y seco en verano. La isla es salvada por las considerables diferencias de temperatura. La estación de las lluvias, en primavera, es corta.

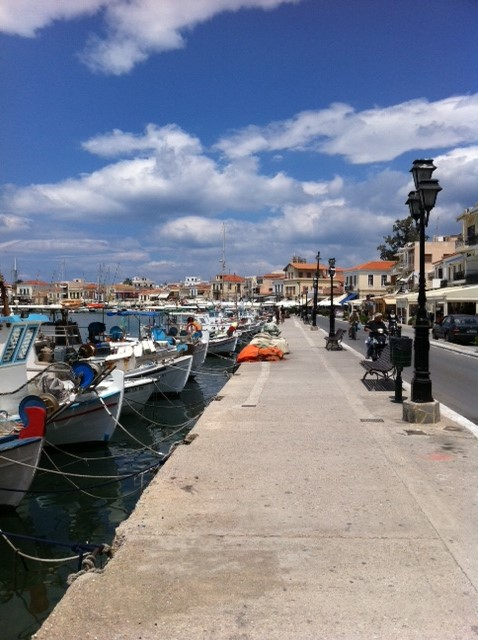
Egina

|            | °C mini diaria | °C maxi diaria | Precipitaciones (mm). |
| Enero      | 6              | 12             | 43                    |
| Febrero    | 6              | 12             | 43                    |
| Marzo      | 8              | 15             | 49                    |
| Abril      | 11             | 18             | 25                    |
| Mayo       | 15             | 23             | 17                    |
| Junio      | 19             | 28             | 6                     |
| Julio      | 22             | 31             | 0                     |
| Agosto     | 22             | 31             | 0                     |
| Septiembre | 19             | 28             | 16                    |
| Octubre    | 15             | 22             | 57                    |
| Noviembre  | 11             | 17             | 77                    |
| Diciembre  | 8              | 14             | 69                    |
| Año        | 13,5           | 20,9           | 402                   |

### Comunas y pueblos

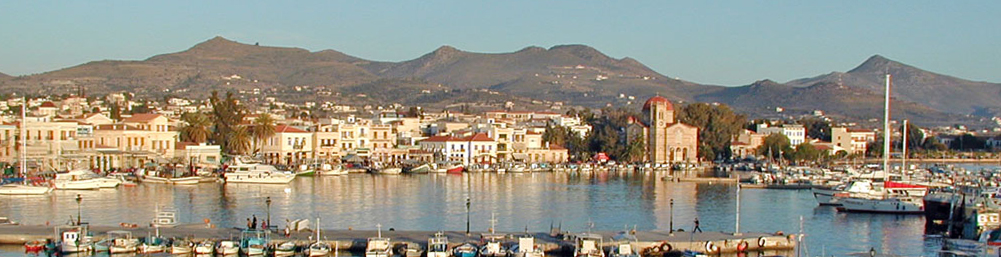
Puerto de Egina.

Egina contaba en 1998 con un poco menos de 12.000 habitantes (8600 en 1911)) y es un demo, que forma parte de la prefectura de El Pireo. En 2007, El demarca (alcalde) es Panayotis Koukoulis.
Las diferentes localidades de la isla son:
La capital, Egina, es a veces llamada también Jora para diferenciarla con Egina, «la isla». La capital está situada al noroeste de la isla, en el emplazamiento de la ciudad antigua. Tiene más de 5500 años.
En forma de anfiteatro, frente al mar, aúna las callejuelas tortuosas y las mansiones neoclásicas.
En el puerto, la iglesia de Aghios Nikolaos acoge a los navíos. El centro urbano está situado a lo largo de los muelles del puerto, mientras que la calle Aphaias acoge los edificios administrativos de la isla.
El colegio Eynardeio está situado justo al lado de la catedral de la isla Aghios Dionysos, construido a comienzos del siglo XIX. El barrio norte es la colonia de los profesores del siglo XIX, como el «castillo Zaimi», la «torre Ralli» o la residencia de Eleutherios Venizelos.
- Kypséli, a 4 km al noreste de Jora, es la segunda localidad en importancia de la isla. Es una gran villa agraria especializada en la producción de pistachos y de almendras, pero que debe su crecimiento, desde finales del siglo XIX a principios del XX, a la pesca de esponjas,. La iglesia Evanghélistria data de alrededor de 1887.
- Aghia Marina es une estación balnearia, en la bahía del mismo nombre, al nordeste de la isla y está bajo la protección de la iglesia homónima. Es destacable, sobre todo, por su playa de más de 500 metros de largo, bordeada de pinos. En verano, Aghia Marina está unida directamente al Pireo mediante el transporte marítimo.
- Messagros, es una población rural dedicada a la agricultura, en la ruta entre Jora y Aghia Marina. Se encuentra allí uno de los últimos alfareros de la isla. Egina, era a principios del siglo XX, un gran centro de producción. Dicho alfarero está instalado en la «casa de Rodakis». Dicha casa es el arquetipo de la casa rural egineta del finales del siglo XIX: una única estancia abovedada, dividida en dos, por dos peldaños, a un lado está el comedor y al otro el dormitorio. En el exterior, la casa es reseñable por sus cuatro estatuas simbólicas (el cerdo: la fortuna, el reloj: el tiempo, las serpiente: el mal, la paloma: la paz).
- Portes es un pequeño puerto al sur de Aghia Marina, probablemente fundado por los venecianos. Su nombre sería una deformación de porto.
- Anitsaiou es una aldea al sudoeste de Portes, al pie del monte Oros, sobre la vertiente este de la colina.
- Sfyriktres, al pie del Oros, en la vertiente oeste de la colina, acoge el Ekpaz, un centro de acogida para animales salvajes (esencialmente aves).
- Pachia Rachi es una aldea en el flanco oeste de la colina. La mayoría de las casas compradas por ricos atenienses han sido restauradas en el estilo local.
- Vathy es un pequeño pueblo al nordeste de Kypséli.
- Souvala, en la costa norte, posee una pequeña estación termal (fuente de agua caliente sulfurosa). Es, además, el segundo puerto de la isla después de Jora.
- Vaya es un pequeño puerto en la bahía del mismo nombre, habitada desde la Antigüedad.
- Marathon es un pueblo rural y agrícola en la bahía homónima, al sur de Jora. En esta bahía fue donde la flota griega se reunió antes de la Batalla de Salamina. También en esta bahía fue donde desembarcó el gobierno griego de Kapodistrias, cuando Jora fue la capital de Grecia durante la Guerra de independencia.
- Perdika es un pueblo de pescadores al sureste de la isla. Las casas bajas construidas a lo largo del puerto, tienen todas patios abiertos, que han sido unidos.

Kypséli, Perdika, Messagros y Vathy son comunas que disponen de su propio concejo, en el sentido de un demo.

### Actividades económicas
Las principales actividades económicas de Egina son el turismo, la agricultura y las actividades marítimas (pesca y transporte).
La isla de Egina es uno de los principales lugares de producción de pistachos (20.000 toneladas al año. que dan sustento a casi 3500 personas. Los pistacheros llegaron de Egipto hacia 1920. Dicha producción es tan importante en la Grecia actual, que a los pistachos se les nombra como «eginas».
También hay almendros, olivos y viñas.

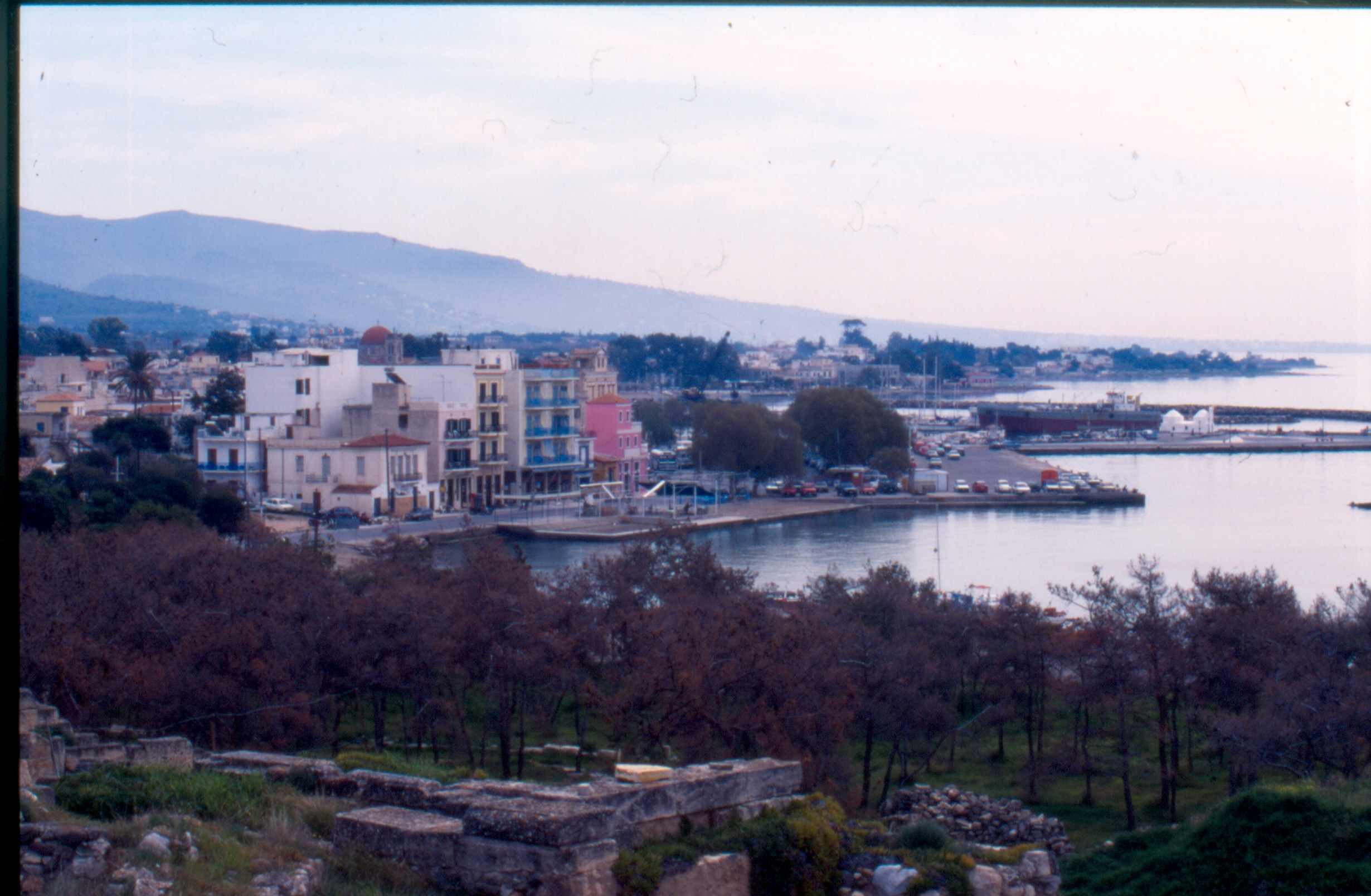
La ciudad moderna de Egina (Jora) y principal puerto de la isla.

Egina ha continuado desde la Antigüedad con la elaboración y producción de cerámica (los célebres jarros amarillos de Egina).

### Transportes
Los turistas aprovechan el enlace marítimo directo entre Egina (Jora) y el Pireo. La isla está comunicada muchas veces al día por hidroalas: los Flying Dolphins o los catamaranes que tardan 35 minutos desde El Pireo. Los transbordadores tradicionales hacen el recorrido en 1 h 20 min. En verano, se habilita además un enlace, únicamente para los turistas, con Agia Marina y Souvala.

## Historia

### Antigüedad

#### Mitología
Egina era la hija del dios-río Asopo y de la ninfa Metope. Tuvo al menos dos hijos: con Áctor tuvo a Menecio y con Zeus engendró a Éaco. Cuando Zeus raptó a Egina, se la llevó a Enone, una isla cercana a la costa del Ática. Esta isla sería conocida más tarde como Egina, en honor a ella. Éaco se convirtió en rey de Egina. Fue muy piadoso y tras su muerte, es el encargado de guardar las llaves del Inframundo.

#### Prehistoria y período micénico
Los descubrimientos arqueológicos se remontan al Neolítico, en Kolona, cerca de la actual ciudad de Egina, en Agia Marina al este y al pie de la colina que lleva el templo de Afaya, muestran que la isla estuvo ocupada desde el final del IV milenio a. C.

Se piensa que en el Heládico Antiguo, un pueblo originario de Asia Menor y que hablaba un dialecto licio habría llegado a la isla y habría introducido el culto de una de sus divinidades, cuyo nombre, helenizado, habría sido Aigàios.

Hacia el 2500 a. C., el comercio de Egina era próspero y mantenía relaciones con la civilización minoica de Creta.

Hacia el 2000 a. C., un pueblo, probablemente de origen indoeuropeo, y habiendo alcanzado ya la Edad del Bronce, que hablaba el eólico o el arcadio y que adoraba a Poseidón se habría establecido en Egina.

Hacia el 1400 a. C., los aqueos, que habrían sido guiados por Éaco, habrían establecido un régimen equivalente al de los reinos micénicos del continente. Eran los mirmidones de la leyenda. Levantaron fortificaciones en la cima del monte Oros.

#### LaEdad Oscuray laÉpoca Arcaica

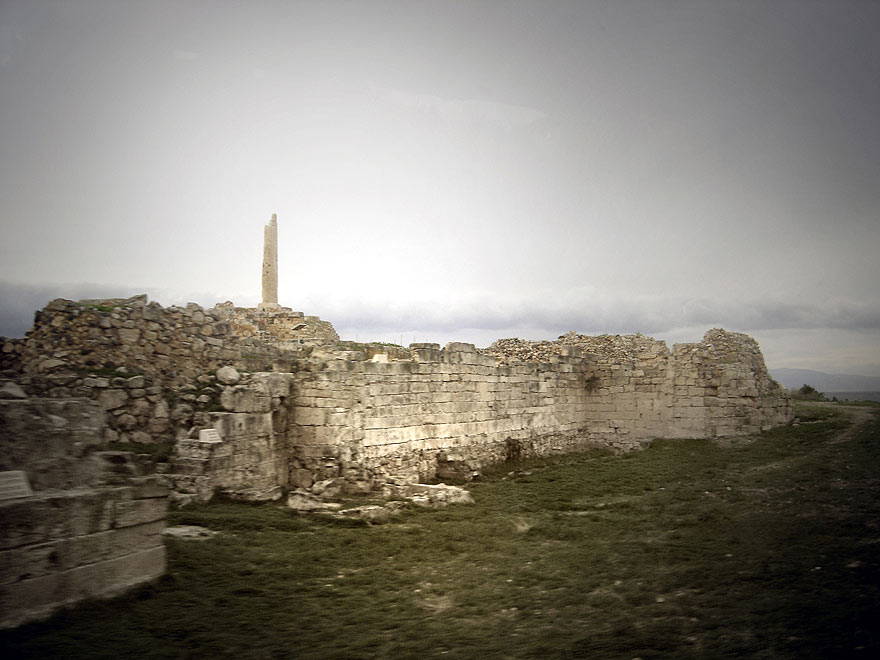
Templo de Apolo.

En algún momento de la Edad Oscura, los dorios llegaron a la isla e introdujeron su dialecto y sus costumbres. Según Heródoto, «los eginetas son dorios venidos de Epidauro». Según Pausanias, un grupo de argivos que se habían apoderado de Epidauro con Deifontes, pasó a Egina y conviviendo con los antiguos eginetas impusieron en la isla las costumbres y la lengua doria.
Fue entonces cuando se desarrolló la vocación marítima de la isla. Su marina era considerada en el siglo VII a. C. la primera de Grecia. Según Pausanias «... los eginetas alcanzaron un gran poder, hasta el punto de que sus fuerzas navales eran superiores a la de los atenienses». En el transcurso del siglo VII a. C., Egina pasó al dominio del tirano argivo Fedón (748 a. C.).
Uno de los primeros hechos históricos verdaderamente establecidos concierne a su pertenencia a la Liga marítima de Calauria que agrupaba a Egina y a Calauria, Atenas, Orcómeno, Trecén, Hermíone, Nauplia y Prasias. Se cree que esta liga habría sido una coalición de diferentes reinos micénicos del contorno del golfo Sarónico destinada a reducir la piratería en sus aguas.
En el 563 a. C. disponía de una marina importante y se construyó el templo de Zeus, pero aún dependía de Epidauro, de la cual no tardó en hacerse independiente.

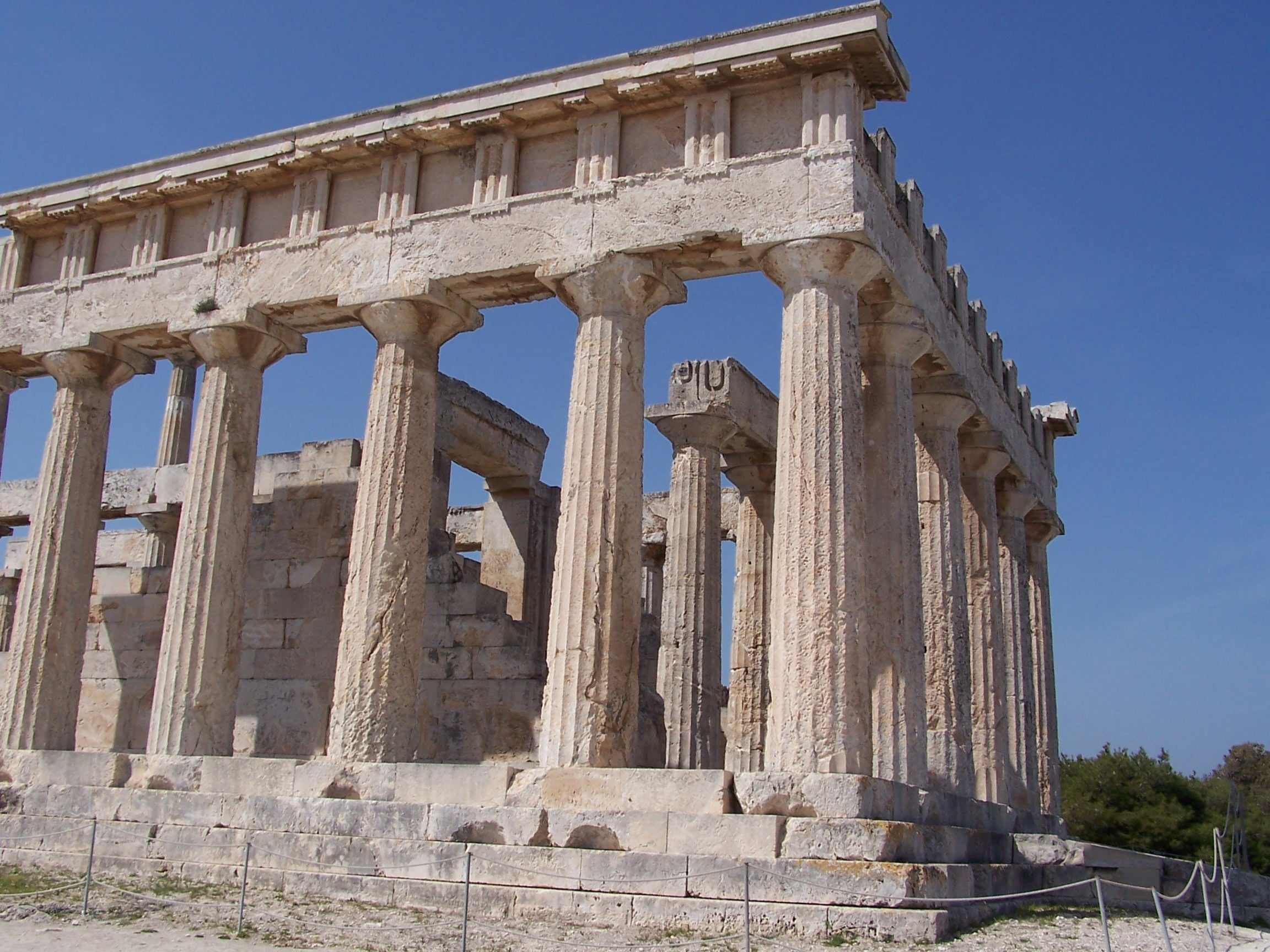
Templo de Afaya.

El origen de la enemistad entre Atenas y Egina, que se remonta a la segunda mitad del siglo VII a. C., fue la penuria económica que sufría Epidauro porque su territorio no rendía frutos. El oráculo de Delfos aconsejó a los epidaurios que erigieran unas estatuas de madera (xóanas) de olivo cultivado, en honor de Damia y Auxesia, divinidades relacionadas con la fecundidad de la tierra. Solicitaron a los atenienses permiso para cortar algún olivo. La condición impuesta por Atenas fue que anualmente Epidauro llevara ofrendas a Atenea Políade y a Erecteo. Los epidaurios accedieron, tallaron las estatuas, sus tierras les dieron frutos y mantuvieron su compromiso con los atenienses. Como los eginetas eran dorios procedentes de Epidauro, dependían de esta y se trasladaban allí a dirimir los pleitos suscitados entre ellos. Posteriormente los eginetas se independizaron de Epidauro y se dedicaron a saquear su territorio, aprovechando su superioridad naval. Robaron las citadas imágenes y las colocaron en un lugar del interior de la isla.

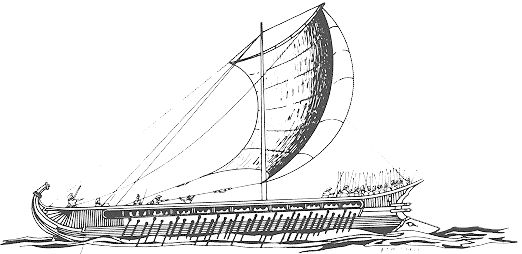
Trirreme, instrumento del poder y la caída de Egina.

Tras el robo los epidaurios dejaron de cumplir el compromiso contraído con los atenienses al verse privados de ellas; así lo manifestaron a la delegación ateniense que fue enviada a su ciudad, y que las reclamaron a los eginetas, quienes se negaron a devolverlas.
Hacia finales del siglo VI a. C. se reanudó la larga rivalidad con su vecina Atenas, cuya flota de trirremes fue en parte construida para combatir la hegemonía de Egina. Temístocles había mandado construir la flota que participó en Salamina (480 a. C.) precisamente para luchar contra los eginetas. Ambas ciudades tuvieron una destacada actuación en esta batalla. Egina aporto 30 barcos, por lo que Heródoto explica los motivos de su enfrentamiento, aunque se limita a justificar el conflicto sobre la base de causas históricas marginales, como el relatado supra y que continúa infra, sin atender a las diferencias sociopolíticas que enfrentaban a los oligarcas eginetas con los demócratas atenienses por el dominio comercial del Egeo occidental. La flota egineta también participó en la Batalla de Mícala y en la Batalla de Platea (479 a. C.).
A comienzos del siglo V a. C., la dotación de un trirreme ateniense, tras arribar a Egina, intentó arrancar de sus pedestales las estatuas de las diosas. Al no conseguirlo las arrastraron con cuerdas, y mientras lo hacían sonó un trueno al que siguió un terremoto. Los atenienses por su sacrilegio enloquecieron, castigados por las diosas, se mataron entre ellos, y sólo uno regresó. Los eginetas por su lado, aseguraron que no fue un trirreme, sino una poderosa flota a la que decidieron no enfrentarse, a la que dejaron vía libre dada la inferioridad en la que se hallaban. Coincide esta versión en el arrastre de las imágenes, pero difiere en que durante su arrastre, estas suplicaron de rodillas a los atenienses. Sin embargo el resultado de ambas versiones es el mismo: los eginetas ante un ataque ateniense se coaligaron con los argivos, sorprendieron a los atenienses y les cortaron la retirada, aislándolos de sus naves, momento en el que sobrevino el trueno y el terremoto.

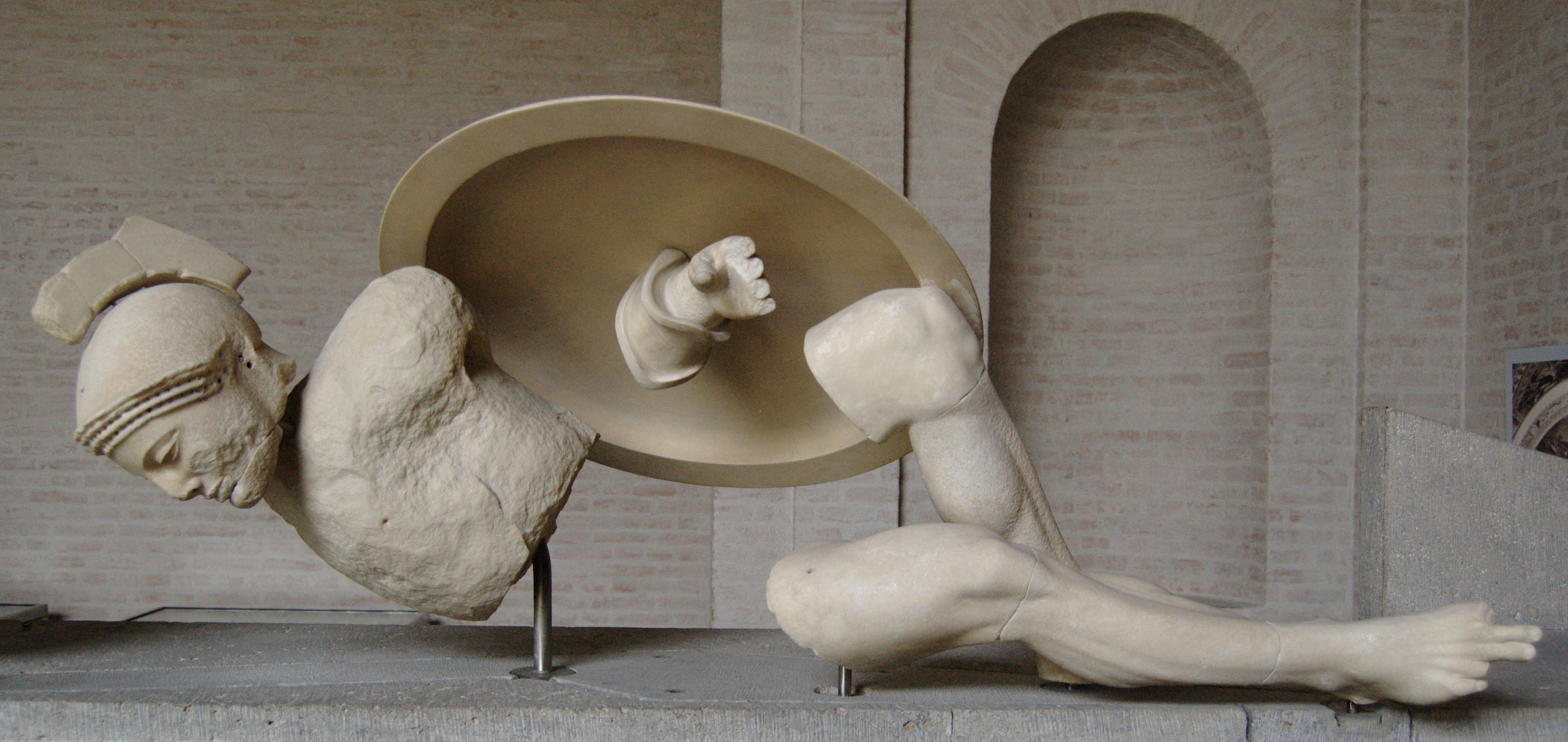
Guerrero griego agonizante, figura E-VI del frontón este del templo de Afaya, c. 485-480 a. C.

Egina disfrutaba de una posición geográfica ideal en el cruce de las principales rutas comerciales: cerca del istmo de Corinto y de la Argólida, entre el Peloponeso y el Ática. La isla conoció un desarrollo comercial considerable y construyó progresivamente una flota que, hacia el 500 a. C., no tenía rival en Grecia. Gobernada por una aristocracia, sus ciudadanos se enriquecieron gracias al comercio, y poseía un imperio marítimo y una numerosa población y fundó colonias, como Cidonia, en Creta, y otra en Umbría. Es significativo de su intensa actividad comercial durante la Época Arcaica que Heródoto mencione al egineta Sóstrato, hijo de Laodamante, como el griego con el que no podía rivalizar nadie en riqueza, al referirse a las ganancias que obtuvieron los samios con el producto de su flete, fruto de los beneficios de su viaje a Tartessos, con lo cual ocuparían el segundo lugar en riqueza tras este personaje.
El poderío de Egina, debido a su expansión marinera, estuvo orientada hacia Egipto, Siria y las costas del Mar Negro. Heródoto cuenta que en 481 a. C., en vísperas de la segunda guerra médica, el monarca aqueménida Jerjes II se hallaba en Abido y «vio un grupo de naves cargadas de trigo que, procedentes del Ponto Euxino (Mar Negro), estaban cruzando el Helesponto con rumbo a Egina y el Peloponeso». Los mercaderes de Egina erigieron durante el reinado del faraón Amosis II, un templo a Zeus en Naucratis, en la época de la fundación de esta ciudad egipcia.
Durante los siguientes años la escuela egineta de escultura proporcionó artistas como Calón, Anaxágoras, Glaucias, Simón y Onatas de Egina. Las artes florecieron. Su cerámica fue muy elaborada, antes de ser reemplazada por la de Corinto, y después por la de Atenas. Egina exportaba también perfumes. 

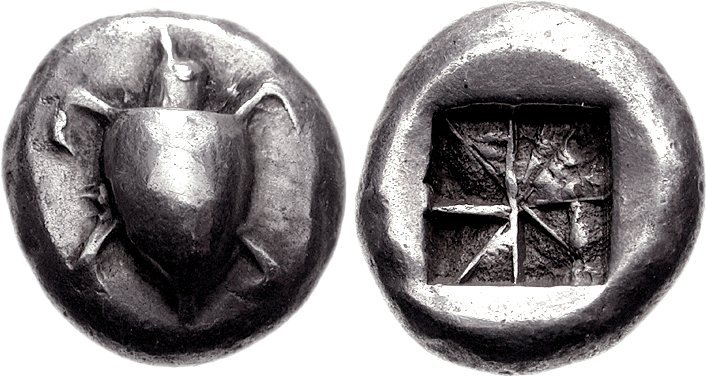
Estátera de Egina (12,30 g), 550–530 a. C. Anv. Tortuga marina. Rev. Cuadrado incuso con ocho secciones.

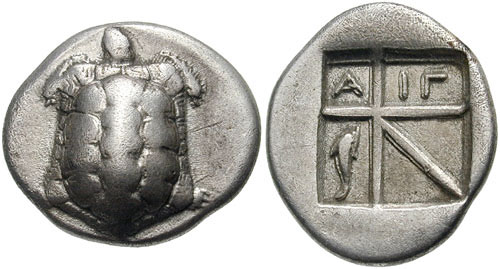
Dracma de plata (18 mm, 5,43 g). Anv. Tortuga terrestre. Rev. Incuso: inscripción ΑΙΓ(INA) "Aegina" y delfín.

Como resultado de la riqueza que le reportaba su actividad comercial, c. 620 a. C. acuñó moneda propia de plata. Se suele afirmar, basándose en la autoridad de Éforo, que Fidón de Argos estableció una ceca en Egina, la primera ciudad-estado que acuñó moneda en Europa, el estátero egineta. En la Biblioteca Nacional de París se puede ver un estátero estampado de electro con anverso de una tortuga, animal sagrado para Afrodita, acuñada en Egina c. 700 a. C. Por tanto, se cree que los eginetas, en los 30 o 40 años siguientes a la invención de la moneda en Asia Menor por los lidios, podrían haber sido los que introdujeron la moneda en el mundo occidental, siendo al principio, el patrón monetal en la mayoría de polis dorias.
Los pesos y medidas eginetas fue también la norma prácticamente en todo el mundo griego, sistema que adoptó Atenas. El patrón de pesas egineta, de unos 12,2 gramos, fue ampliamente adoptado en el mundo griego durante el siglo VII a. C.. La estátera egineta se dividía en dos dracmas de 6,1 gramos de plata. Hasta finales del siglo V a. C. se acuñaron estáteras que representaban una tortuga marina. Durante la primera guerra del Peloponeso, hacia el 456 a. C., fue sustituida por la tortuga terrestre.
Los eginetas se habían establecido también en Umbría, aunque la isla no participó en el gran movimiento de colonización griega.
La isla habría contado entonces con 40.000 ciudadanos libres y 470.000 esclavos. El templo de Afaya data de este periodo de prosperidad.

#### Período clásico: continuación de la rivalidad con Atenas
En 507/506 a. C. los atenienses que ansiaban vengarse realizaron una incursión contra los beocios y los calcideos. Los beocios acudieron al Estrecho de Euripo a auxiliarles. Los atenienses atacaron a los beocios, mataron a una gran número e hicieron 700 prisioneros. A continuación, pasaron a Eubea y trabaron combate con los calcideos, a quienes también vencieron. Juntaron a los prisioneros calcideos y a los beocios, y cierto tiempo después los liberaron a cambio de un rescate fijado a razón de dos minas por cabeza. Los grilletes con los que encadenaron a lo cautivos en tiempos de Heródoto aún se conservaban colgados en el muro norte de la Acrópolis de Atenas, medio calcinado por el incendio provocado por los persas en la segunda guerra médica, en 480 a. C. Con el diezmo del dinero de los rescates construyeron una cuadriga de bronce, que se alzaba a mano izquierda nada más entrar en los Propileos de la Acrópolis, con una inscripción grabada en el pedestal, relativa a la victoria ateniense.
En el 505 a. C. se alió con Tebas contra Atenas, como resultado de una consulta al Oráculo de Delfos, el cual les indicó que buscaran ayuda en sus más inmediatos vecinos. Los tebanos, inicialmente, interpretaron que debían recurrir a Tanagra, Coronea y Tespias, ciudades con las que había combatido juntas, hasta que un tebano dio con la solución al vaticinio y señaló que la Pitia se refería a los eginetas, dado que míticamente ambas ciudades estaban ligadas, según el historiador de Halicarnaso, porque Tebe y la ninfa Egina eran las hijas del dios río Asopo. En su socorro los eginetas les prestaron las estatuas de Éaco y de sus hijos Telamón y Peleo. Los tebanos lucharon contra los atenienses y fueron derrotados. Tebas envió una embajada a Egina para devolver las estatuas de los Eácidas a los eginetas y les solicitaron tropas. Sin previa declaración de guerra, mientras los atenienses hostigaban a los beocios, zarparon con sus barcos de guerra contra el Ática y saquearon el puerto de Falero, así como numerosos demos de la costa ática, litoral que las naves de Egina asolaron durante años.
Un oráculo de Delfos sugirió a los atenienses esperar 30 años antes de emprender cualquier acción contra la isla y aprovechar este periodo para rendir culto a Éaco.
Las intrigas espartanas para reinstaurar a Hipias como tirano (hacia 501 a. C.) acortaron este periodo de espera. Del 488 al 481 a. C. tuvo lugar una guerra entre Egina y Atenas debido a una incursión egineta en Sunión, y los atenienses fueron derrotados.
Heródoto refiere dos versiones −la ateniense y la egineta− de la misma leyenda para explicar la rivalidad. Es muy posible que las leyes del legislador ateniense Solón prohibiesen la exportación de cereales áticos fueran la causa del descontento egineta, puesto que la isla era relativamente poco fértil. En el mismo orden de ideas, la interdicción soloniana debía apuntar principalmente a Egina, cuyo poder naval estorbaba a Atenas. Aristóteles dice: «Pericles que se destruyera Egina, esa nube en el ojo de El Pireo».
La isla entró seguidamente en alianza con Esparta, por su oposición sistemática a Atenas. Además, la política de Cimón, quien buscaba apaciguar posturas con los espartanos fue una garantía suplementaria para Egina, hasta el ostracismo del hijo de Milcíades en 461 a. C.
En 460 a. C., Egina fue derrotada por Atenas en una batalla naval. Estalló una nueva guerra llamada la primera guerra del Peloponeso. Durante dos grandes batallas navales, Atenas deshizo las flotas combinadas de Egina, Epidauro y Corinto, en Cecrifalia primero, y después en aguas de la propia Egina.
En 457/456 a. C. los atenienses humillaron a los eginetas después de conquistar la isla. La principal fortaleza isleña, llamada también Egina, se rindió en el 456 a. C. La isla pasó a formar parte de la Liga de Delos, a la cual pagaba un tributo anual de treinta talentos; hubo de entregar sus barcos y desmantelar sus murallas.
En 431 a. C., a inicios de la guerra del Peloponeso, la población fue expulsada de la isla por los atenienses y sustituida por ciudadanos de Atenas. Los expulsados fueron acogidos por los espartanos y establecidos en Tirea, en territorio lacedemonio. La deportación obedeció a la proximidad de Egina al Peloponeso, lo que provocaba el temor ateniense a una acción de los espartanos en la isla, pues suponía un peligro para el dominio naval de Atenas; la cual temía, además, que la cercanía del puerto de Egina al de El Pireo supusiera un riesgo. La población egineta pudo retornar por decisión de Lisandro, después de la batalla de Egospótamos (405 a. C.)
La isla no fue, sin embargo, totalmente independiente, pues no dudó en aceptar la tutela de un harmosta lacedemonio. Se convirtió, entonces, en la base de las operaciones navales de Esparta contra Atenas. Los piratas eginetas operaban también bajo protección espartana Esta situación duró hasta 376 a. C., en que tuvo lugar la victoria naval de Cabrias sobre la flota espartana en Naxos.
En 367 a. C., el ateniense Cares conquistó Egina. La flota ateniense permaneció en la isla algunos años para mantener las instituciones atenienses instauradas por este general.
Plutarco informa que Demóstenes fue exiliado a Egina en el año 324 a. C.
En 322 a. C., Hipérides fue torturado y muerto en Egina.

#### Períodoshelenísticoy romano
Egina sufrió una suerte comparable a la de las otras ciudades griegas: dominación macedonia y después romana.
Casandro de Macedonia, durante el asedio de Atenas (319 a. C.), instaló su base de operaciones en Egina y obligó a los eginetas a abrazar su partido.
En 307  a. C., Demetrio Poliorcetes después de pasar por Egina y Salamina ocupó El Pireo. La isla permaneció bajo dominio macedonio hasta el año 233 a. C., cuando junto con Atenas entró en la Liga Aquea.
A partir de entonces pasó a ser una ciudad griega secundaria, incorporada por Publio Sulpicio a Roma en 208 a. C. tras haber tomado partido por Filipo III de Macedonia. Roma la entregó a la Liga Etolia, y los etolios la vendieron al rey Átalo I de Pérgamo por 30 talentos (muerto en 197 a. C.) La isla fue gobernada por una guardia de corps de Átalo. El rey fue a pasar el invierno de 208 a. C. a Egina en compañía de Publio Sulpicio.
Egina fue utilizada por varias potencias como base naval contra Macedonia, Roma, Pérgamo o Rodas. La paz firmada entre Roma y Filipo III de Macedonia confirmó la posesión de la isla por Átalo, que allí envió a su hijo Filetero como estratego. Este permaneció en la isla hasta que en el año 171 a. C. fue remplazado por Cleón, guardia de corps de Eumenes II. En el 155 a. C., los eginetas votaron un decreto en honor de Cleón. Eumenes II pasó una temporada en la isla cuando se encontró en dificultades contra Antíoco III el Grande y Perseo de Macedonia.
En el 132 a. C., el estratego pergameneo que dirigía Egina se pronunció en favor de Aristónico, quien le envió ayuda. Esto tuvo como consecuencia que cuando los romanos restablecieron las diferentes confederaciones en el año 130, después de la derrota de Aristónico, la Liga Aquea no fuera recreada.
En 82 a. C., fue invadida por los piratas, pero no pudieron tomar la ciudad aunque se instalaron permanentemente en la isla.
Cuando desapareció el Reino de Pérgamo en 130 a. C., Egina volvió a ser propiedad del Senado romano. Marco Antonio la donó a Atenas en 62 a. C.
En el 30 a. C., César Augusto invernó en Egina y escribió a los atenienses desde la isla. Devolvió la libertad a la isla en 11 a. C. Permaneció libre hasta que Vespasiano que la volvió a donar a los atenienses en 74 d. C. Adriano le devolvió la libertad en 132. Se tienen pruebas de la libertad o de la autonomía de Egina bajo Marco Aurelio (161-180), bajo Septimio Severo (196-211) y bajo Caracalla (211-217).
El Reino de Pérgamo pasó a Roma y la isla fue incorporada a Roma con el resto de Grecia, y quedó situada en la parte oriental del Imperio (395).

### Períodos bizantino, veneciano, aragonés y otomano
Fue posesión bizantina hasta las cruzadas, y un tiempo después de la conquista de Constantinopla por los latinos (1204) y se constituyó en señorío, que después heredó la Corona de Aragón.
Se posee poca información del periodo bizantino. Se sabe que Pablo de Egina, médico y cirujano del siglo VII era egineta, y que un obispo unió la isla con su vecina Ceos hacia el siglo X u siglo XI.
Las incursiones de los sarracenos están atestiguadas desde el siglo IV. Obligaron a los habitantes a huir del litoral y a refugiarse en las colinas, donde se quedaron hasta el siglo XIX. La capital se estableció en Paleokhora, a 6,5 km del mar, donde fue construido un kastro en 1432.
La Cuarta Cruzada la dio en feudo a las grandes familias, como el resto de las islas del Egeo. Primero a los venecianos y después a los aragoneses y catalanes
Egina fue un señorío del Ducado de Atenas. Galeas Malatesta, yerno de Antonio el Bastardo, duque de Atenas, tomó el título de príncipe de Egina. La isla fue aportada en dote por Marulla de Verona a su marido Alfonso Fadrique de Aragón (1290-f. 1338),, conde de Salona, al que sucedieron sus hijos Pedro, Juan, Jaime y Bonifacio.

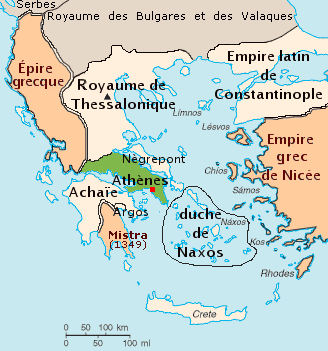
Ducado de Atenas en 1204.

El hijo de Bonifacio, Pedro Fadrique se rebeló, y el vicario general de Atenas y primo suyo, Luis Fadrique de Aragón, le derrotó y le confiscó la señoría en 1380, pero más tarde retornó al hijo del expropiado. Juan Fadrique de Aragón tenía una hija que se casó en 1394 con Antonio I de Capena, señor de Piada, hijo de Aliot de Capena, copero real de Sicilia.
Antonio fue señor de Egina desde 1402 hasta 1418. Le sucedió su hijo Aliot de Capena, quien en 1425 puso la isla bajo protectorado veneciano, pero con la cláusula de que, en caso de extinción de la dinastía de Capena, la señoría pasaría a la República de Venecia. No obstante, reinó hasta 1440.
Aliot murió en 1440 y le sucedió su hijo Antonio II, casado con una hija de Antonio I Acciaioli, pero murió sin descendencia en 1451. La sucesión correspondió a Arnau Guillem de Capena, hermano de Aliot y señor de Piada, quien renunció a Egina en 1451 y murió en el año 1460. Su hijo, Aliot de Capena se proclamó señor de Piada y de Egina, pero renunció a sus derechos sobre la isla en beneficio de Venecia, a cuyo dominio pasó definitivamente en 1451. La república veneciana envió proveditores. El comercio de Egina renació con los venecianos, y se comerciaba con Tiro, Alepo, Constantinopla, Sinope, Trebisonda y los puertos fluviales del Rioni y del Don.
La isla, que era una próspera colonia veneciana, fue invadida y asolada en 1537 por el corsario turco Jeireddín Barbarroja. La tomó en nombre del Imperio otomano en 1538: Ante la negativa de la isla a someterse, Barbarroja puso sitio a la capital. Una salida de los eginetas provocó numerosos muertos en las filas turcas. Después de capturar la fortaleza gracias a su artillería, Barbarroja hizo masacrar a los hombres; las mujeres y los niños fueron deportados para ser vendidos como esclavos en Constantinopla.
Como la isla había sido arrasada completamente por la expedición berberisca, fue repoblada con albaneses ortodoxos. Morosini recuperó, durante la Guerra de Candía, Egina para Venecia en 1654. Hizo construir, a través de Mocenigo, prefecto del Golfo Adriático, una torre para defender la entrada del puerto. Hizo, también, venir a la isla a los habitantes de El Pireo, de cuyo lugar venía de arrasar su fortaleza. Egina quedó bajo la égida veneciana. Esta posesión fue confirmada por el Tratado de Karlowitz (25 de enero de 1699). El 7 de julio de 1715, los eginetas prefirieron los otomanos a los venecianos. En 1718, el Tratado de Passarowitz la confió definitivamente a los otomanos.
A mediados del siglo XVIII, Richard Chandler, un viajero y arqueólogo británico, contabilizó «400 casas, todas enclenques, que formaban plataformas cubiertas de terrazas de grava, que se elevaban a modo de anfiteatro sobre la pendiente» en Paleokhora. La ciudad habría experimentado después una relativa prosperidad, pasando a 500 casas y de 3000 a 4000 habitantes al final del periodo de dominación otomana.

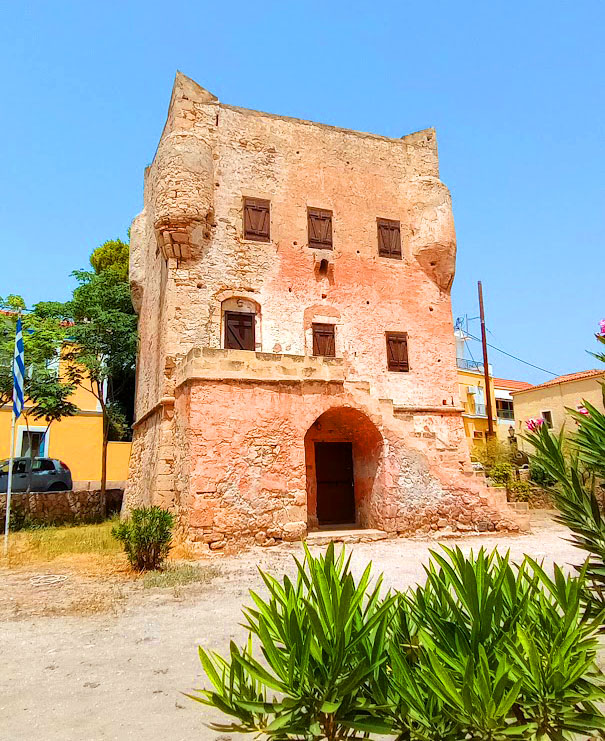
Torre de Markellos en Egina

A finales del siglo XVIII, como la situación devino menos peligrosa, la población comenzó a descender de las alturas hacia el mar.

### Época contemporánea

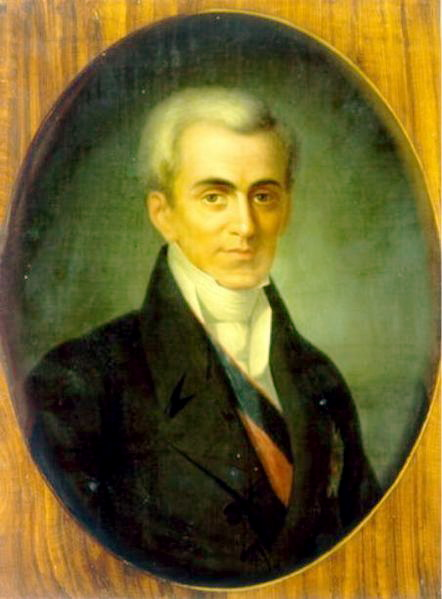
Ioannis Antonios Kapodistrias

De junio de 1828 a junio de 1829, el puerto actual de la isla Jora, se convirtió en la capital del joven Estado griego, aún de luto por su independencia. La ciudad vio florecer el Banco Nacional, el Museo Nacional, la Biblioteca Nacional y la Imprenta Nacional.
Todas estas instituciones fueron transferidas íntegramente a Atenas cuando pasó a ser la capital griega. En la catedral (que data de 1806), el primer gobierno libre prestó juramento. Ioannis Kapodistrias, Jefe del Gobierno se instaló en un edificio rebautizado como el «Palacio Barbayannis», construido especialmente para albergarlo, mientras que las diferentes administraciones ocupaban la torre de Marcelo construida en 1802.
Kapodistrias hizo construir en Jora un orfanato para los hijos de los héroes de la guerra de Independencia de Grecia muertos en combate. El orfanato pasó a ser un cuartel y después una prisión.
Actualmente se está renovando y albergará un museo. Esta breve etapa de capital ofreció a la ciudad de Eginas bellas mansiones neoclásicas, construidas para las personalidades políticas de entonces: Spyridon Tricoupis, Alexandros Mavrokordatos o Dimitrios Vulgaris.
El colegio, financiado por Jean-Gabriel Eynard, un amigo francés de Kapodistrias, fue el primer edificio neoclásico de Grecia. La isla acogió las primeras imprentas de libros y de periódicos de la Grecia libre.
El 1 de octubre de 1829, en Egina se acuñó las primeras moneda griega que mostraba en el reverso un ave fénix renaciendo de sus cenizas y la leyenda ΕΛΛΗΝΙΚΗ ΠΟΛΙΤΕΙΑ (Estado griego) y en el anverso una corona de laurel y la inscripción ΚΥΒΕΡΝΗΤΙΣ I. A. KAΠOΔIΣTΡIAΣ (Gobernador I. A. Kapodistrias). La capitalidad de Grecia fue, sin embargo, muy pronto trasferida a Nauplia. La población estimada en 1829 era de 9000 habitantes, y que periclitó hasta el desarrollo de la pesca de esponjas.
A comienzos del siglo XIX, la cerámica egineta era muy buscada, principalmente sus cántaros amarillos (o κανάτια), llamados cántaros de Barbayannis. Estas vasijas servían de refrigeradores para el agua fresca.
Los eginetas practicaban sobre todo la pesca de esponjas con escafandras, a lo largo de las costas de África. El comercio de aquellas se elevaba a un millón de dracmas de la época.
Lady Egerton, esposa del embajador británico en Grecia, compró una casa en Egina, y en la misma época desarrolló la industria del encaje. Este fenómeno se aprecia también en Venecia y en otros regiones. Los occidentales lograron el renacimiento de una artesanía popular, en este caso, con la del encaje, lo que consiguió proporcionar una ocupación laboral a las mujeres de los marinos o emigrados y aportarles unos ingresos extras. Esto obedeció, asimismo, a la voluntad de las mujeres descendientes de la alta sociedad de los países industrializados de no dejar desaparecer una artesanía tradicional que ya se había perdido en sus lugares de origen. Las encajeras eginetas empleando el kopaneli (huso local) producían encajes similares a los que se hacían en aquel entonces en Bélgica, con el fin de que su artesanía fuera viable comercialmente.
En los años 1950, la isla se despobló en beneficio de Atenas, principalmente porque su flota mercante no podía hacer la competencia a las inmensas flotas comerciales de El Pireo.

Las vicisitudes de la ocupación otomana y de la guerra de independencia de Grecia han contribuido a que a la actual población de Egina no se la pueda calificar de autóctona, aunque la casi totalidad de los eginetas se reconocen como griegos. Son descendientes de albaneses y de refugiados griegos del Peloponeso, de Quíos y de Psara.
San Nectario de Egina está enterrado en la isla. Existe un monasterio consagrado a este santo, que murió en 1920, por la Iglesia ortodoxa. Fue canonizado en 1961. El monasterio fue comenzado por el propio Nectario cuando renunció al mundo material, sobre una antiguo monasterio bizantino consagrado a la Virgen Zoodochos Pyrgis. Todos los 9 de noviembre se organiza una panegiria en su honor en su monasterio. El edificio está ubicado justo a la lado de la iglesia de Aghios Nektarios, la más grande de Grecia, la cual se comenzó a construir en 1846, basada en el modelo de la iglesia de Santa Sofía de Constantinopla.
Nikos Kazantzakis escribió Alexis Zorbas y una parte de su Odisea en la ciudad de Jora.
Actualmente es un reputado destino turístico. Desde el puerto de El Pireo, zarpan transbordadores que llegan a la isla en menos de media hora.

## Las antigüedades

### El templo de Afaya
El Templo de Afaya en Egina, de estilo dórico, es uno de los templos mejor conservados de Grecia. El interior está dividido en tres naves, separadas por columnas superpuestas. Estaba dedicado a una diosa local, Afaya, asociada con la Atenea griega. Destacan los frontones, culminación de la escultura en la primera época clásica.

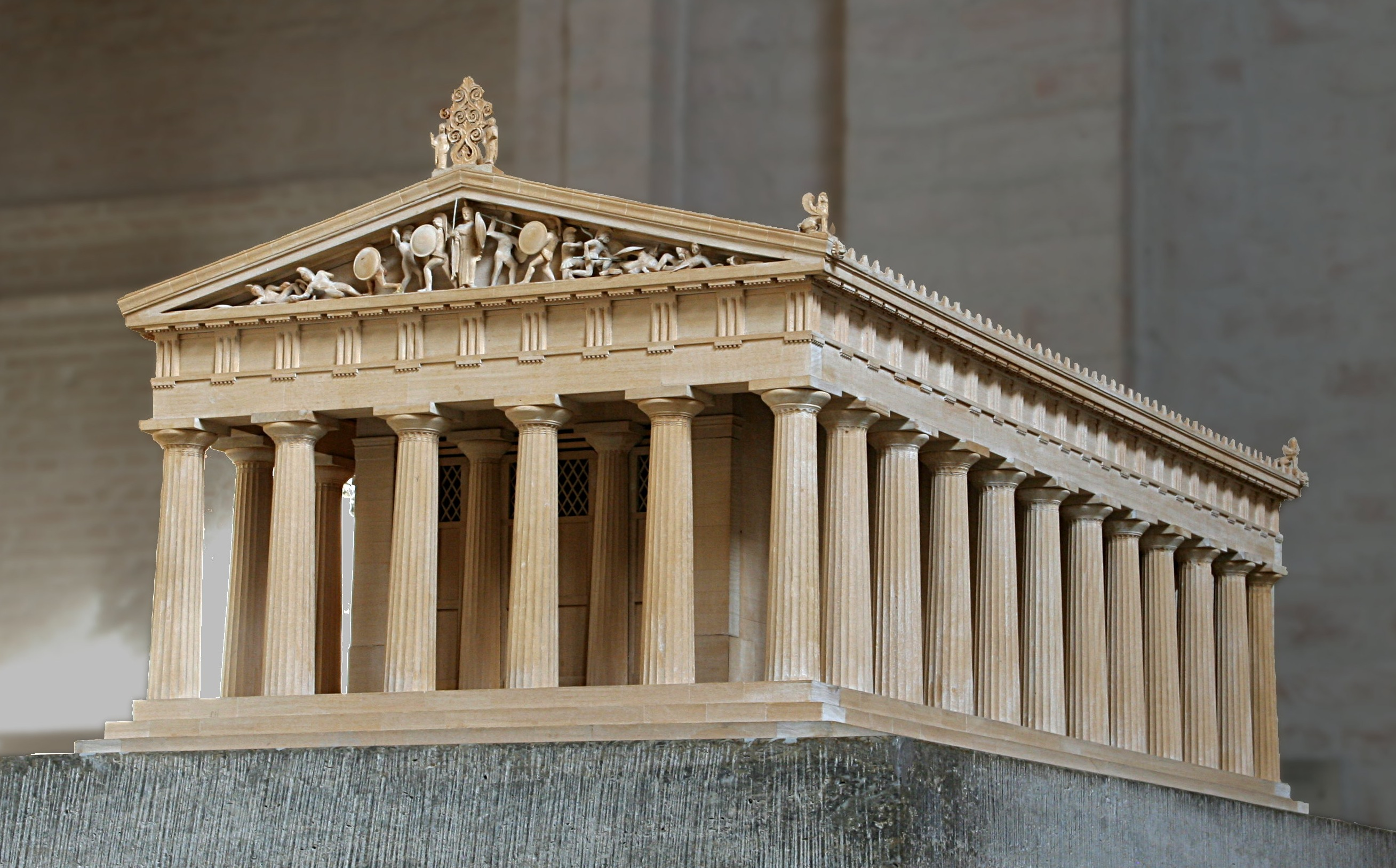
Restauración del templo de Afaya (Gliptoteca de Múnich).

El templo de Afaya se alza en lo alto de una colina de se rendía culto, a partir del siglo XIII a. C, a una divinidad femenina, una diosa madre identificada con la ninfa cretense Britomartis por Pausanias y Antonino Liberal. Habría sido hija de Leto y por tanto medio hermana de Apolo y Artemisa. Se le atribuye la invención de las redes de caza. Muy bella, fue perseguida sin cesar por los hombres. Minos la persiguió y ella intentó escaparse arrojándose al mar, pero fue recogida por las redes de un pescador egineta, que se enamoró de ella.
Se llama Britomartis a su medio hermana y protectora que la hizo desaparecer: ella se convirtió en Afaya, la invisible. El templo se construyó en el lugar de su desaparición.
Se sucedieron tres edificios en la cima de la colina arbolada: un santuario que data del fin del siglo VII o principios del VI a. C.; un edificio más grande que data de 570-560 a. C. y destruido por el fuego; y por fin, el templo actual, erigido entre 500 y 450 a. C., seguramente tras la Batalla de Salamina. El templo habría sido abandonado después de la expulsión de los eginetas por los atenienses en 431 a. C.
Durante mucho tiempo se consideró que un templo tan bello no podía estar consagrado más que a Zeus Panhelenio, opinión que prevalecía a principios del siglo XIX en Occidente, opinión influenciada por la cultura latina. A finales del siglo XIX, ya no se consideraba que estuviera consagrado a Zeus sino a Atenea. Hubo que esperar a las excavaciones alemanas conducidas por Adolphe Furtwängler en 1901-1903 y al descubrimiento de un relieve votivo de Afaya para determinar su atribución definitiva. Sin embargo, el templo es aún llamado de Atenea Afaya.

### La ciudad antigua
Está situada a poca distancia al del principal puerto de la actualidad (Egina), sobre un promontorio, en un lugar llamado Colona, debido a la primigenia colonia que allí se halla, en la falda de una colina.
En esta colonia se hallaba el templo de Apolo. En los siglos XVIII y XIX, permanecían aún dos columnas en pie.

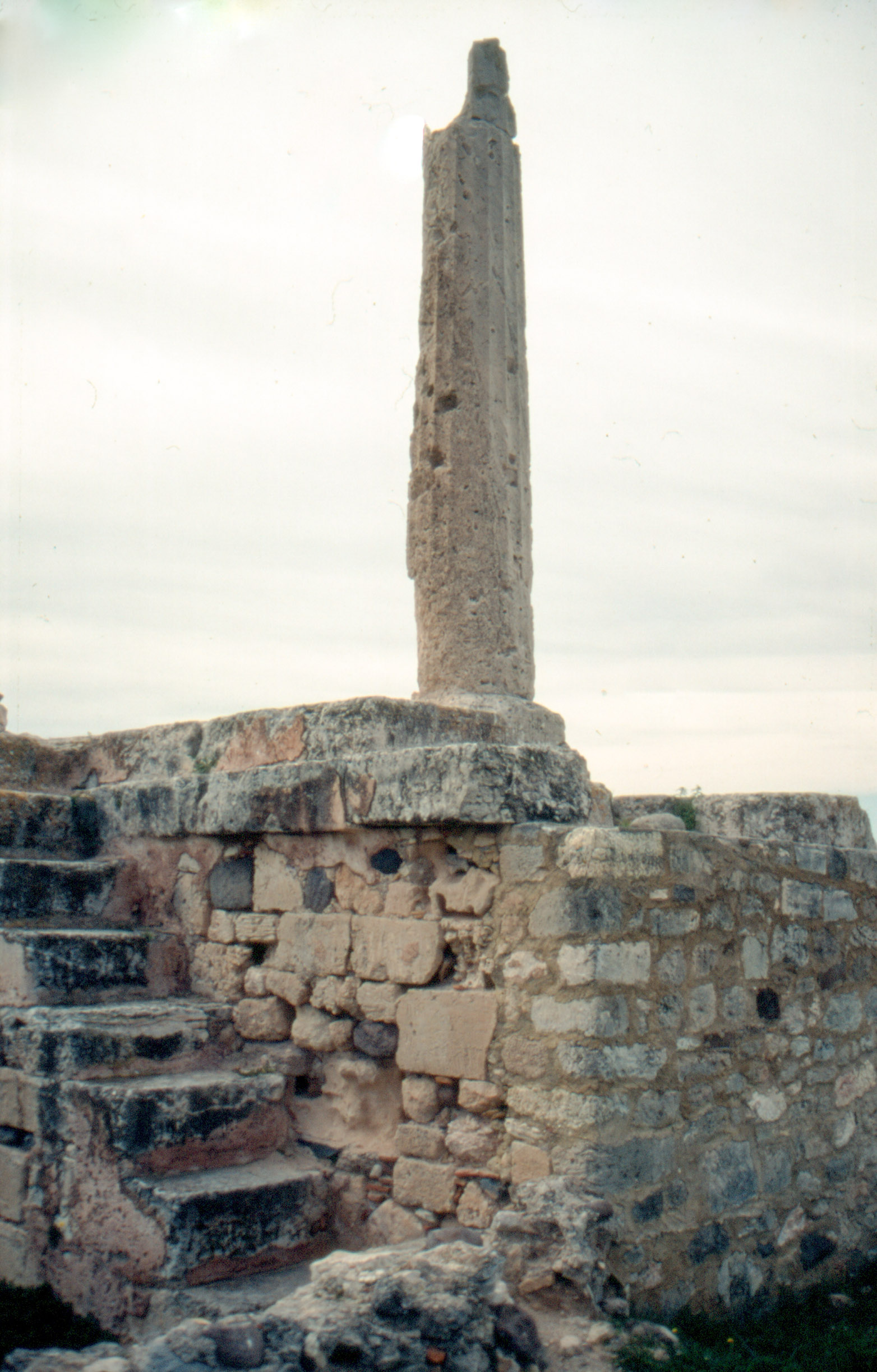
Columna del templo de Apolo.

Pausanias da una descripción muy precisa de la mayoría de los edificios que han sido encontrados:

Cerca del puerto en el que más frecuentemente fondean [los eginetas] hay un templo de Afrodita, y en la parte más visible de la ciudad el llamado Eaceo, un recinto cuadrangular de mármol blanco [santuario dedicado a Éaco]...Dentro del recinto hay un altar, del que se dice en secreto que es el sepulcro de Éaco.

Hay tres templos no muy lejos unos de otros: uno de Apolo, otro de Artemisa y el templo y el teatro de Dioniso (...) El santuario de Asclepio (Asclepeion), que está situado en otro lugar tiene una estatua sedente de piedra.

También dice que había un templo de Hécate, cuyos misterios anuales había fundado Orfeo. En su interior había una xoana de Hécate Epipirgidia («sobre la torre»), obra de Mirón. Según Domenico Musti, Pausanias habría confundido a Mirón con Micón, padre de Onatas de Egina.
Por otra parte, en el monte de Zeus Panhelénico se hallaba el santuario de Zeus, donde la tradición decía que Éaco había realizado sacrificios a Zeus para acabar con una larga sequía que había en toda Grecia.
Otra columna del templo de Apolo está en el célebre «Puerto Oculto» (Kρύπτoς Λίμην o kryptos limen), el cual podía albergar hasta sesenta trirremes. Ese puerto se halla sumergido bajo las aguas.
Se han hallado restos de la tumba de Foco, hijo de Éaco. Del teatro de Dioniso y del estadio no se han encontrado. Hay un Ataleion cerca del mar, en la punta del promontorio.
La ciudad fue habitada y fortificada a partir del tercer milenio a C., como han revelado las excavaciones, con descubrimientos de las épocas neolítica y de la Edad del Bronce.

### Templo de Apolo
El templo de Apolo (520-500 a. C.), durante mucho tiempo atribuido a Afrodita, era de orden dórico, períptero con seis columnas por doce, de toba. La única que queda es la columna del opistodomos. Aún se pueden ver los restos de sus cimientos ciclópeos.
Fue integrado en la ciudadela romana construida sobre el mismo emplazamiento. las excavaciones arqueológicas de 1924 han sacado a la luz un edificio más antiguo (siglo VII a. C.), con una foso para sacrificios, y más abajo se han hallado casas del final del periodo micénico.

### Paleocora
Paleocora (la ciudad vieja) es el nombre actual. Mientras estuvo habitada se llamó Cea. Lo que queda de ella está a 6,5 km del puerto principal de Egina. Allí puede apreciarse las ruinas de una veintena de edificios religiosos (iglesias y monasterios), y los más antiguos se remontan al siglo XIII. En algunos, la iconostasia está aún presente, y también algunos restos de frescos. A destacar, la iglesia de Aghios Giorgios Katolikos, construida por los católicos, como su nombre indica, cuando los venecianos dominaban la isla.
Episcopi, la antigua catedral de la isla se puede visitar. Está situada al pie de la fortaleza construida por los venecianos en 1654. Cada año se celebra una panegiria en la iglesia de la Panaghia.